# المجلس الأعلى للشؤون الإسلامية في نيجيريا
المجلس الأعلى للشؤون الإسلامية في نيجيريا (NSCIA) هو السلطة الإسلامية الأعلى في نيجيريا. تأسس في عام 1973 «لرعاية مصالح الإسلام والمسلمين مع الحفاظ عليها وحمايتها وتعزيزها ورفع مستواها في جميع أنحاء الدولة» وكانت مسؤولة عن وحدة المسلمين النيجيريين باعتبارها الهيئة الرسمية المعترف بها من قبل الحكومة الفيدرالية وحكومات الولايات النيجيرية والتي تنسق شؤون الإسلام في نيجيريا. يقع المقر الرئيسي للمجلس في مجمع مكاتب مسجد أبوجا الوطني، الواقع في منطقة الأعمال المركزية أبوجا العاصمة. المنظمة مسؤولة، في جملة أمور، عن الإعلان الرسمي عن بدء وإنهاء صيام رمضان أو رؤية القمر في نيجيريا.

## تاريخ
تم تأسيس المجلس الأعلى للشؤون الإسلامية في نيجيريا (NSCIA) في عام 1973 في مؤتمر وطني للقادة المسلمين النيجيريين في كادونا تحت رعاية جماعة نصر الإسلام (JNI)، الجماعة التي تحوي جميع المنظمات الإسلامية في شمال نيجيريا تحت لوائها. في الجنوب الغربي، قبل هذا المؤتمر، كانت أول منظمة إسلامية التي تشكلت بعد الاستقلال عام 1960 هي المجلس الإسلامي الموحد (United Muslim Council UMC)، ولكن تم تبنيها من قبل عدد قليل من المسلمين في المنطقة الغربية حيث دافع عنها الحزب السياسي الحاكم آنذاك. وفقًا لـ Adegbite،  أدى ظهور المنظمة الإسلامية الغربية المشتركة (WESJOMO)، ومنظمة النجاح الإسلامية المشتركة (NAJOMO) والمجلس الإسلامي النيجيري (NMC) في ولاية لاغوس، إلى تمكين المنطقة من العمل جنبا إلى جنب - بالتعاون مع JNI لإنشاء المجلس الأعلى النيجيري للشؤون الإسلامية (NSCIA) في عام 1973.
جاء التقارب التاريخي في كدونا استجابة للدعوة إلى قيادة مركزية شاملة تعمل توحيد الأمة وبناء جسر بين الجماعات الإسلامية المختلفة في البلاد كما هو المنصوص عليه في المادة الأولى من ميثاق NSCIA «بموجب هذا يتم تشكيل الأفراد المسلمين في هيئة مركزية تعرف وتسمى المجلس الأعلى للشؤون الإسلامية في نيجيريا المجتمعات الإسلامية، المنظمات الإسلامية». كما وُصفت بأنها نقطة تحول لأنها تمكن المسلمين في جميع أنحاء البلاد منذ ذلك الحين من التفاعل مع الحكومة بصوت واحد في جميع الأمور التي تهم الإسلام، وهو تحد مستعصٍ على الحل حتى تأسيس المجلس.

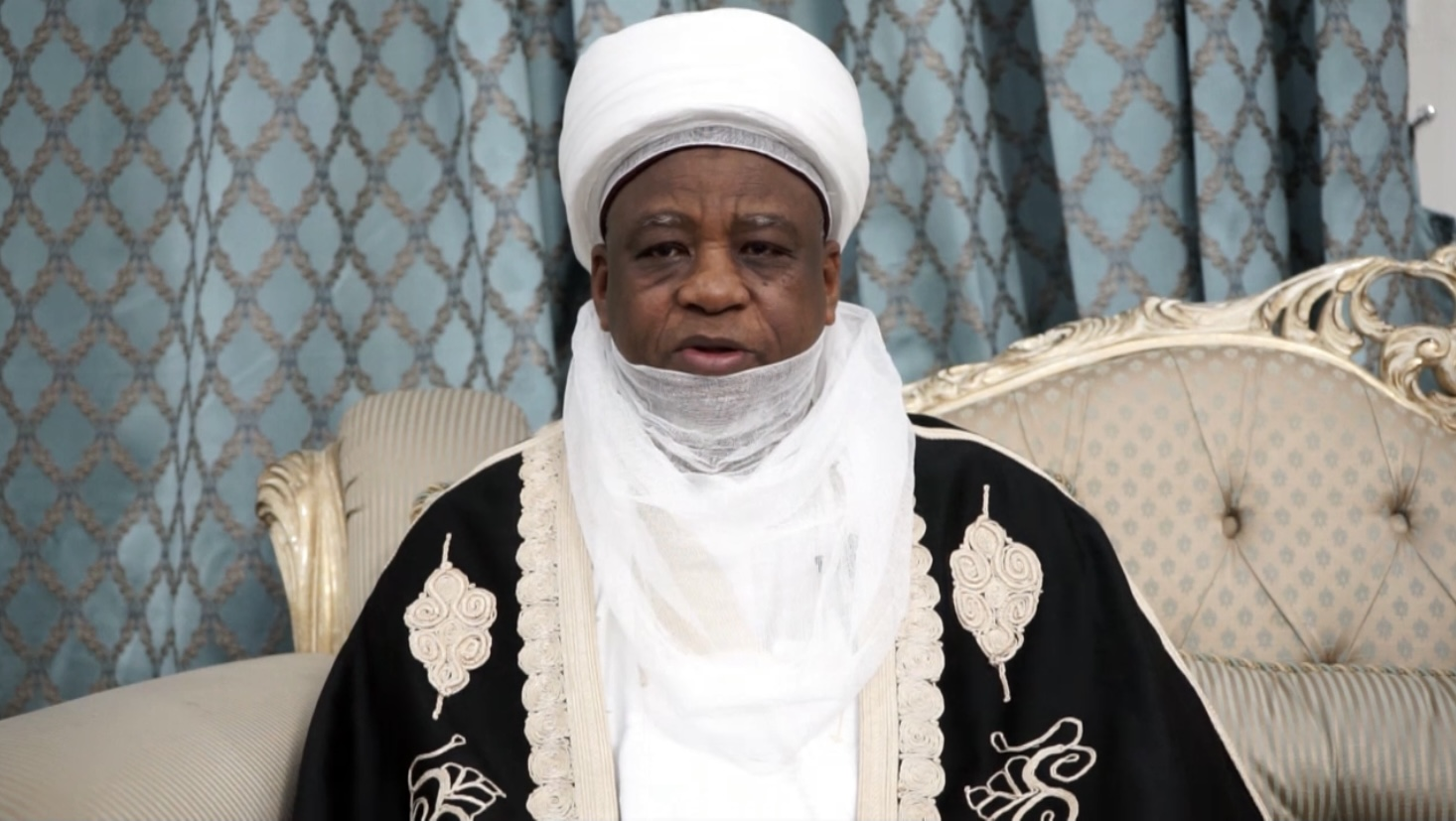
محمد سعد أبو بكر (CFR) سلطان صوكتو والرئيس العام لـ NSCIA

## القيادة
تشمل قيادة المجلس الرئيس العام ونائبين الرئيس العام للشمال والجنوب، (مع شيخ برنو كنائب دائم للرئيس العام للشمال)، والأمين العام، ونائب الأمين العام (3)، أمين الصندوق الوطني، المستشار القانوني الوطني، نائب المستشار القانوني الوطني ورؤساء 36 ولاية ومجلس أبوجا العاصمة التابعة لـلمجلس. حاليا، المجلس تحت قيادة سلطان صكتو الحالي سماحة محمد سعد أبو بكر منذ عام 2006 مع البروفيسور Ishaq O. Oloyede ، النائب السابق لرئيس جامعة إيلورين والمسجل الحالي والرئيس التنفيذي لمجلس والقبول المشترك النيجيري (Joint Admission and Matriculation Board JAMB)، كأمين عام منذ مايو 2013. يشغل شيخ برنو أبو بكر بن عمر جاربا منصب نائب الرئيس العام للشمال، بينما يشغل راساكي أولاديجو منصب نائب الرئيس العام جنوب المجلس.

## أهداف
تشمل أهداف المجلس الأعلى للشؤون الإسلامية في نيجيريا الوظائف التالية:
- تعزيز روح الأخوة والتعاون بين المسلمين في نيجيريا وفي أنحاء العالم.
- ترويج التوظيف المستمر للشريعة الأسلامية في نيجيريا والحفاظ على الأخلاق الإسلامية. ويعني هذا، أن المجلس مسؤول على الحفاظ على تسيير الأمور وفقاً لما هو منصوص في القرآن الكريم والسنة النبوية الشريفة في البلاد.
- العمل كمحطة التواصل بين الحكومة والشؤون الإسلامية.
- رفع مستوى فهم جمهور مسلمي نيجيريا للمسائل الدينية والدعوة إليه في القنوات والإذاعات والنشر وغير ذلك.
- إنشاء المساجد والحفاظ على سلامتها وتمويلها.

## بنية

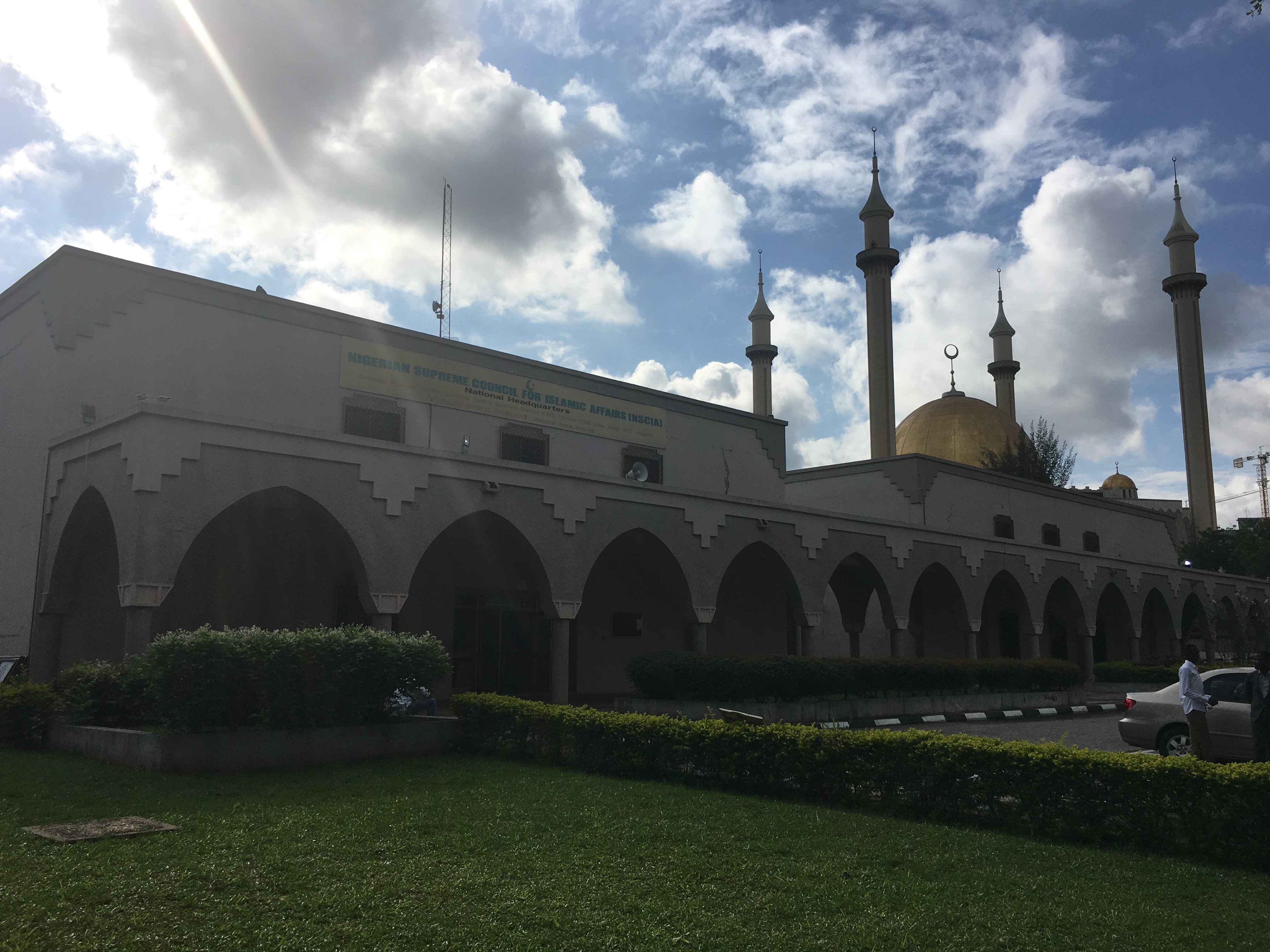
سكرتارية المجلس الأعلى للشؤون الإلامية في نيجيريا، أبوجا

يقوم نظام المجلس الأعلى للشؤون الإسلامية في نيجيريا على خمسة أجهزة نشطة: الجهاز التشريعي، والجمعية العامة،  الجهاز التنفيذي، والمجلس التنفيذي الوطني، والأمانة الوطنية.

### الهيئة التشريعية
الجمعية العامة هي الهيئة التشريعية العليا للمجلس، ومع مراعاة أحكام الدستور، تمارس الجمعية العمومية المنعقدة بكامل هيئتها السلطة النهائية في جميع الأمور التي يتناولها الدستور وتوجيه شؤون المجلس أو التي تمس الإسلام والمسلمين في نيجيريا بشكل عام.

### الجمعية العامة
عضوية الجمعية العمومية منصوص عليها في المادة 6 من دستور المجلس. تتكون الجمعية العامة من الرئيس العام للمجلس، والموظفين الوطنيين بالمجلس، ونواب مجلس الدولة الذين تختارهم مجالس الدولة الخاصة بهم وفقًا لحكم الفقرة (2) من المادة. ويتم اختيار هؤلاء الأفراد من وقت لآخر من قبل الجمعية العامة نفسها لفترة محددة وعلى أساس الوضع أو المساهمات الفردية لهؤلاء الأشخاص في قضية الإسلام.

### الهيئة التنفيذية
لدى المجلس الأعلى للشؤون الإسلامية في نيجيريا مجلس تنفيذي وطني وهو الهيئة التنفيذية التي تكون جميع الأفراد واللجان التي أنشأها المجلس تحت مسؤوليتها بشكل أساسي في وظائفهم وممارسة سلطاتهم.

### المجلس التنفيذي الوطني
يتكون المجلس التنفيذي الوطني من:
1. عمال المجلس على المستوى الوطني
2. عضو واحد يمثل مجلس كل ولاية.
3. أعضاء منتخبون من الجمعية العمومية لا يتجاوز عددهم عُشر إجمالي أعضاء المجلس التنفيذي الوطني.

## المساهمات والإنجازات

### الإشراف على عمليات الحج
في دعم لجنة الحج الوطنية  التي أنشأتها الحكومة الفيدرالية للإشراف على عملية الحج السنوية في البلاد، عملت NSCIA كوسيط بين الحجاج الراغبين، ولجنة الحج الوطنية والمفوضية الفيدرالية الحكومي. يقدم المجلس العديد من المساعدات الاستشارية للجنة، ويقدم المشورة  للسلطة حول كيفية تحقيق الحج الناجح  إلى الأرض المقدسة على أساس سنوي.

### مهمة للتعليم والاجتماعية والصحة
أنشأت NSCIA كيانًا للمشروع يسمى "المهمة التربوية الاجتماعية والصحية (Mission for Education, Socials and Health) مسجل من قبل لجنة شؤون الشركات (Corporate Affairs Commission CAC) في أبريل 2016 كجزء من التزامها بالاحتياجات الاجتماعية للمسلمين وتخفيف حدة الفقر بين النيجيريين. أحد المشاريع الشعبية لـ MESH هو الشراكة مع مبادرة المستقبل المؤكد للسيدة الأولى، عائشة بوهاري، في عام 2020 لتنظيم مؤتمر وطني حول إعادة ترتيب الأسرة المسلمة من أجل التنمية الوطنية في قاعة الولائم بالفيلا الرئاسية، أبوجا.